# Murshid Quli Khan

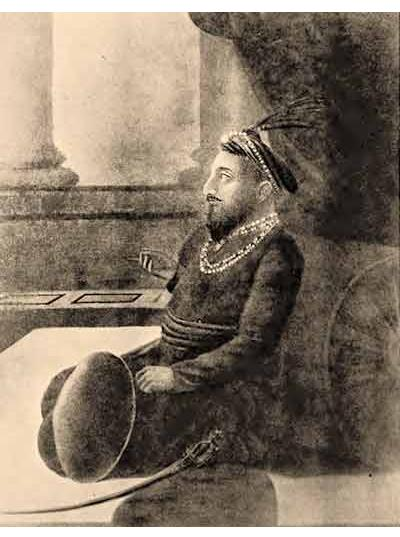
Murshid Quli Khan

Murshid Quli Khan (bengalisch মুর্শিদ কুলি খান; * um 1670 auf dem Dekkan; † 30. Juni 1727 in Murshidabad, Bengalen) war Gouverneur (subahdar) des Mogulherrschers Aurangzeb in Bengalen. Nach dem Tod Aurangzebs (1707) machte sich Murshid Quli Khan weitgehend unabhängig und regierte von 1717 bis 1727 als erster Nawab von Bengalen.

## Biografie
Murshid Quli Khan war Hindu und Angehöriger der Brahmanenkaste als er als etwa 10-Jähriger auf einem der zahlreichen Dekkan-Feldzüge Aurangzebs in Gefangenschaft geriet und von einem seiner Höflinge als Sklave gekauft wurde. Aurangzeb wurde jedoch später auf ihn aufmerksam und entsandte ihn um das Jahr 1700 nach Bengalen, wo Murshid die Hauptstadt von Dhaka in das am Ganges gelegene und somit für Schiffe erreichbare Mukshusabad verlegte, das Jahre später in Murshidabad umbenannt wurde. Er geriet jedoch schnell mit dem dortigen Statthalter Azim-us-Shan († 1712) in Konflikt. Aurangzebs Nachfolger und Vater von Azim-us-Shan, Bahadur Shah I. (reg. 1707–1712), verbannte Murshid Quli Khan auf den Dekkan, doch bereits im Jahr 1713 machte der schwache Großmogul Jahandar Shah (reg. 1712–1713) ihn zum Assistenten des Gouverneurs von Bengalen. Auch unter dem nachfolgenden Mogulherrscher Farrukh Siyar (reg. 1713–1719) blieben sein Rat und seine Tatkraft bei Hofe gefragt. Im Jahr 1717 ernannte ihn Farrukh Siyar zum Gouverneur von Bengalen, doch kurz darauf übernahm Murshid Quli Khan die faktische Regierungsgewalt über die gesamte Provinz und legte sich den Titel Nawab zu.

## Nachfolge
Nachfolger wurde sein Schwiegersohn Shuja-ud-Din Muhammad Khan (reg. 1727–1739), der zwei Töchter Murshid Quli Khans geheiratet hatte.

## Titel
- 1698 Diwan von Hyderabad

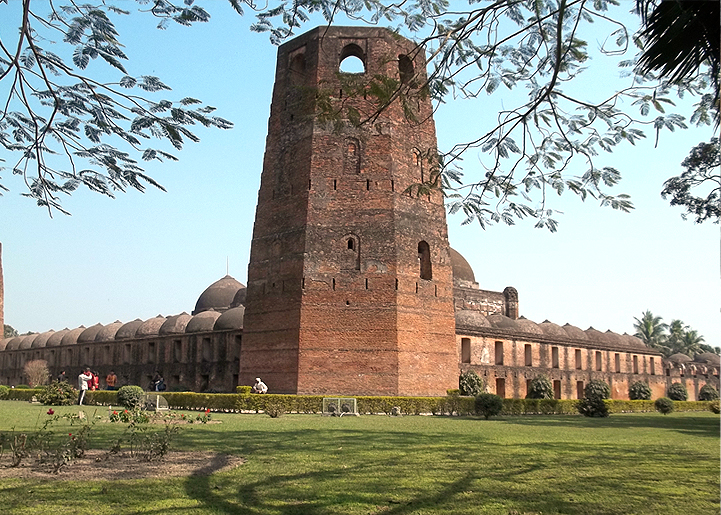
Katra Masjid

- 1701 Faujdar von Murshidabad, Bardhaman und Midnapore
- 1703 Subahdar von Orissa
- 1704 Diwan von Bihar
- 1713 Assistent des Gouverneurs von Bengalen
- 1717 Subahdar von Bengalen[1]

## Bauten
Murshid Quli Khan stattete seine Hauptstadt mit zahlreichen Bauten (Palast, Münze, Karawansereien etc.) aus. Wichtigster Bau war die 1723/4 fertiggestellte Katra Masjid, unter deren Portalstufen er seine letzte Ruhestätte fand.